# Fantine
Fantine (1796 — février 1823) est l'un des personnages des Misérables de Victor Hugo. La première partie (tome I) de l'œuvre, qui compte huit livres, porte son nom bien que le portrait et l'histoire du personnage n'apparaissent qu'à partir du livre troisième.

## Biographie

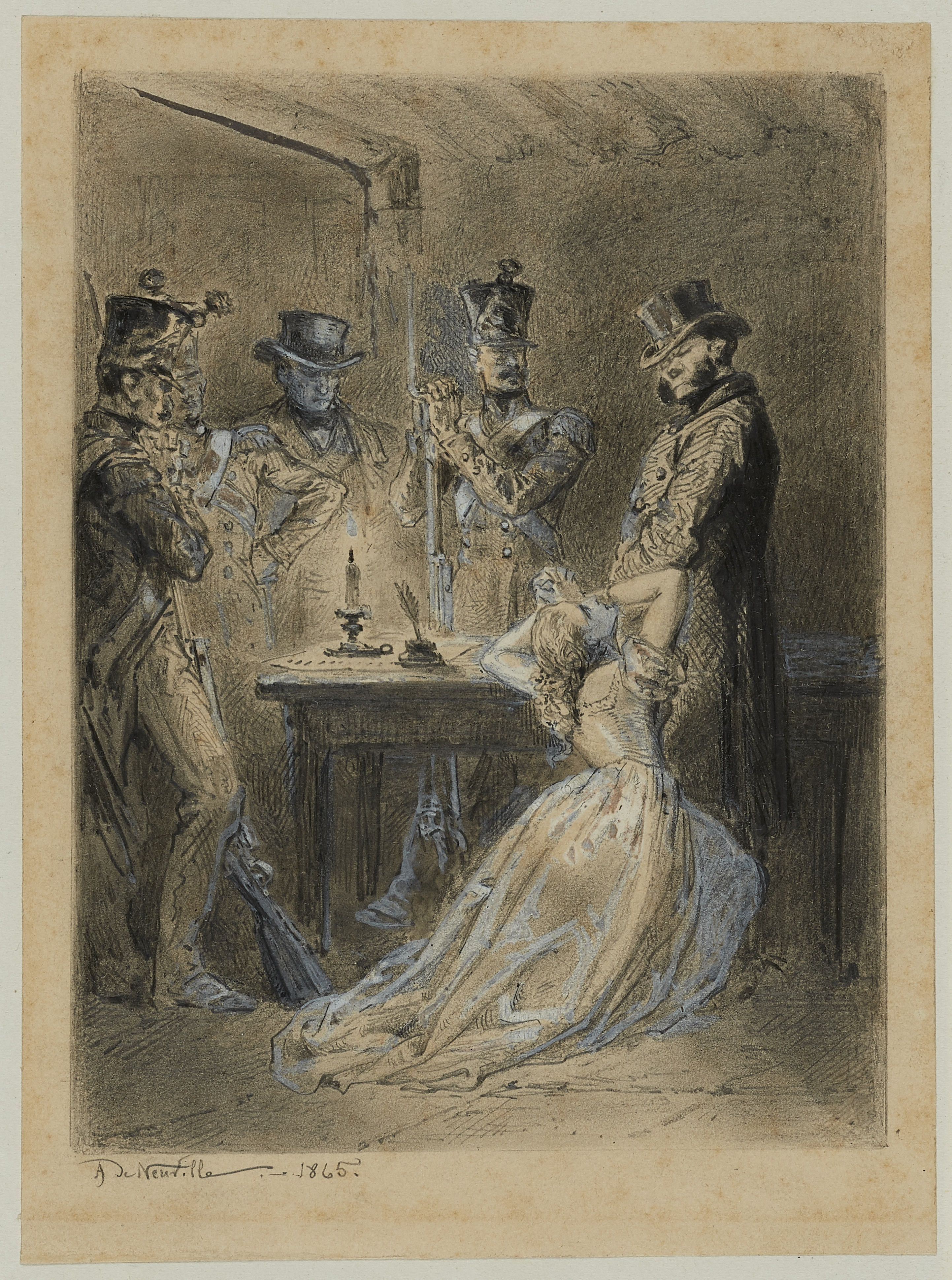
Fantine implore la pitié de Javert. Dessin d'Alphonse de Neuville, 1865.

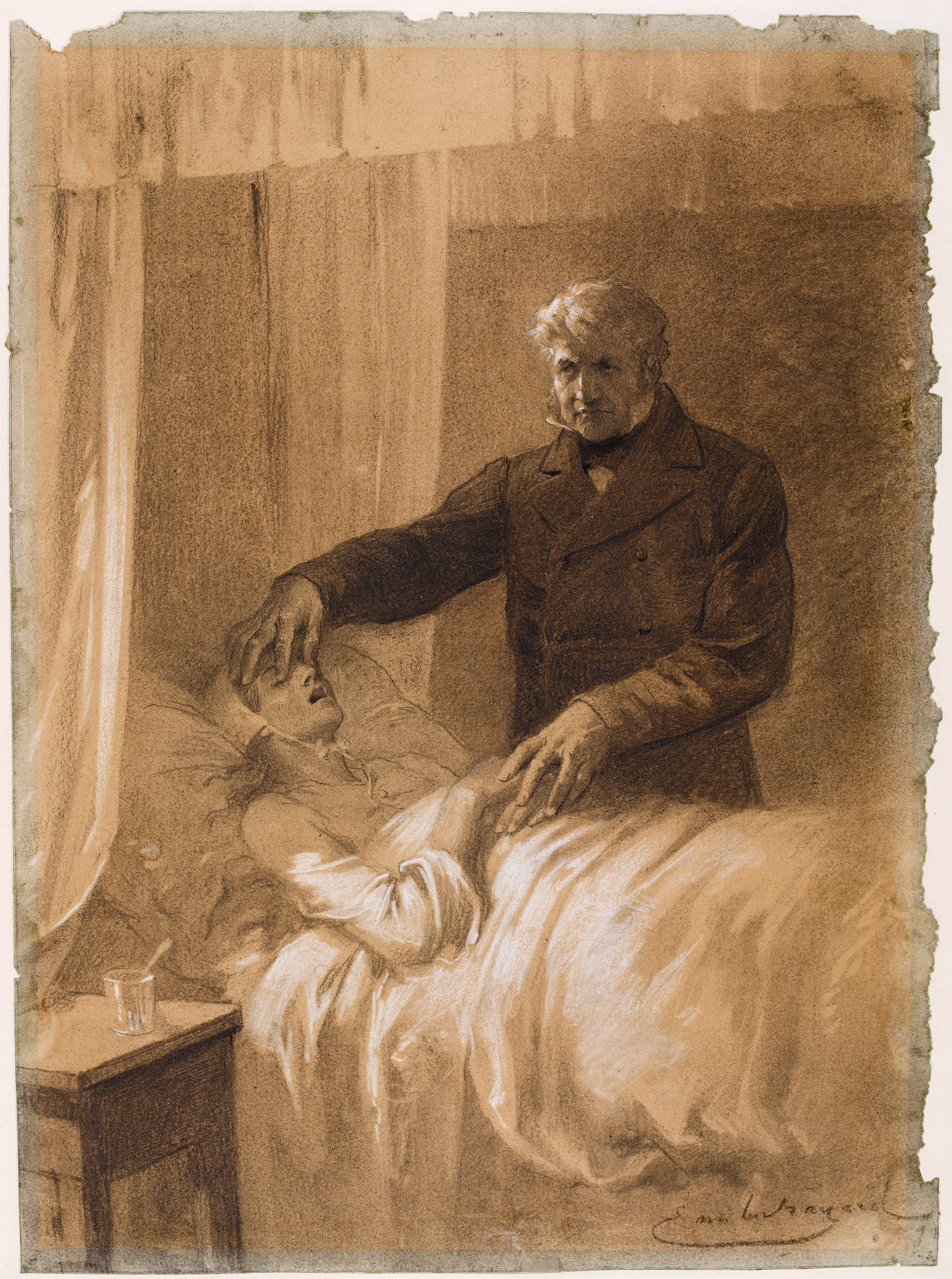
Jean Valjean ferme les yeux de Fantine. Illustration d'Émile Bayard, 1862.

Fantine est née à Montreuil-sur-Mer, mais on ne connaît rien de ses parents ni de son enfance et elle n'a d'ailleurs pas de patronyme, anomalie due au fait d'être née en 1796 à l'époque troublée du Directoire. À 10 ans, elle va travailler dans une ferme des environs de Montreuil.
En 1811, elle s'en va chercher fortune à Paris et devient une « grisette », jeune travailleuse indépendante. Victor Hugo dresse alors son portrait : « Fantine, c'était la joie. Ses dents splendides avaient évidemment reçu de Dieu une fonction, le rire. […] Ses épais cheveux blonds, enclins à flotter et facilement dénoués et qu'il fallait rattacher sans cesse, semblaient faits pour la fuite de Galatée sous les saules. […] Éclatante de face, délicate de profil, les yeux d'un bleu profond, les paupières grasses, les pieds cambrés et petits, les poignets et les chevilles admirablement emboîtés, la peau blanche laissant voir çà et là les arborescences azurées des veines, la joue puérile et fraîche, le cou robuste des Junons éginétiques, la nuque forte et souple, les épaules modelées comme par Coustou. […] Sculpturale et exquise. […] Fantine était belle, sans trop le savoir ». Fantine, petite ouvrière, « avait de la race », mais pour son malheur ne saura rien refuser à Tholomyès, son aîné de 9 ans, dont elle devient profondément amoureuse sans discerner qu'elle n'est pour lui qu'une aventure. Victor Hugo donne de Tholomyès une image peu flatteuse : « L'antique étudiant vieux ; il était riche. […] Tholomyès était un viveur de trente ans, mal conservé. Il était ridé et édenté ; et il ébauchait une calvitie. […] Il digérait médiocrement, et il lui était venu un larmoiement à un œil. […] Il était délabré, mais tout en fleurs ». C'est ainsi que Tholomyès abandonne Fantine un beau jour d'août 1817 à la suite d'un pari stupide avec ses copains en goguette alors qu'elle est enceinte de lui à la fin de l'année 1815, grossesse dont naît une fillette nommée Euphrasie, mais qu'elle surnomme Cosette. Fantine reste très désemparée par cet abandon et sa fille devient le centre de son univers.
En mai 1818, elle décide de refaire sa vie en retournant dans sa ville natale. Mais, avant d'arriver à Montreuil, elle doit rapidement trouver une pension pour Cosette afin d'obtenir un emploi, car, à cette époque, une mère célibataire était rejetée par la société. Un couple d'aubergistes de Montfermeil, les Thénardier, accepte de garder Cosette moyennant un versement mensuel de 7 francs et, séparée de sa fille, Fantine arrive la mort dans l'âme à Montreuil. Elle est immédiatement embauchée comme ouvrière à la fabrique de verroterie créée l'année précédente par Monsieur Madeleine.
Les Thénardier s'avèrent être des individus peu recommandables et ils vont utiliser les moyens les plus sordides pour soutirer toujours plus d'argent à Fantine. Dès la fin de l'année 1818, ils exigent qu'elle leur verse 12 francs par mois. Ils exercent un chantage permanent pour augmenter le prix de la pension : mettre Cosette à la rue pour différents prétextes, comme celui de devoir fréquemment débourser des sommes importantes à cause des maladies de la fillette, censées nécessiter des soins et des médicaments coûteux. Dans la réalité, ils ont fait de Cosette leur servante et la brutalisent. Fantine en arrive à ne vivre que pour subvenir aux besoins de sa fille et, lorsqu'elle est renvoyée de la fabrique au début de l'année 1821 à cause de commères qui ont découvert qu'elle était mère célibataire, elle doit vendre tout ce qu'elle possède, jusqu'à ses dents et ses cheveux. En 1822, à bout de ressources, elle n'a d'autre choix que de se prostituer pour envoyer les sommes exorbitantes réclamées par les Thénardier.
En janvier 1823, à la suite d'un incident dont elle n'est pas responsable, l'intransigeant inspecteur de police Javert l'arrête et veut l'incarcérer. Monsieur Madeleine (alias Jean Valjean), devenu maire de Montreuil, s'oppose à son emprisonnement et la prend sous sa protection, car elle est gravement malade. Il la fait hospitaliser dans son infirmerie et la confie aux bons soins des religieuses de l'établissement. Monsieur Madeleine lui promet de lui ramener Cosette, mais, en février 1823, il dévoile sa véritable identité à la justice pour innocenter un indigent accusé d'être Jean Valjean. Javert vient l'arrêter alors qu'il se trouve auprès de Fantine alitée et elle meurt de saisissement sans avoir revu sa fille. Devant le lit où Fantine expire en février 1823, Jean Valjean fait la promesse à la morte de s'occuper de Cosette.

## Origine de Fantine

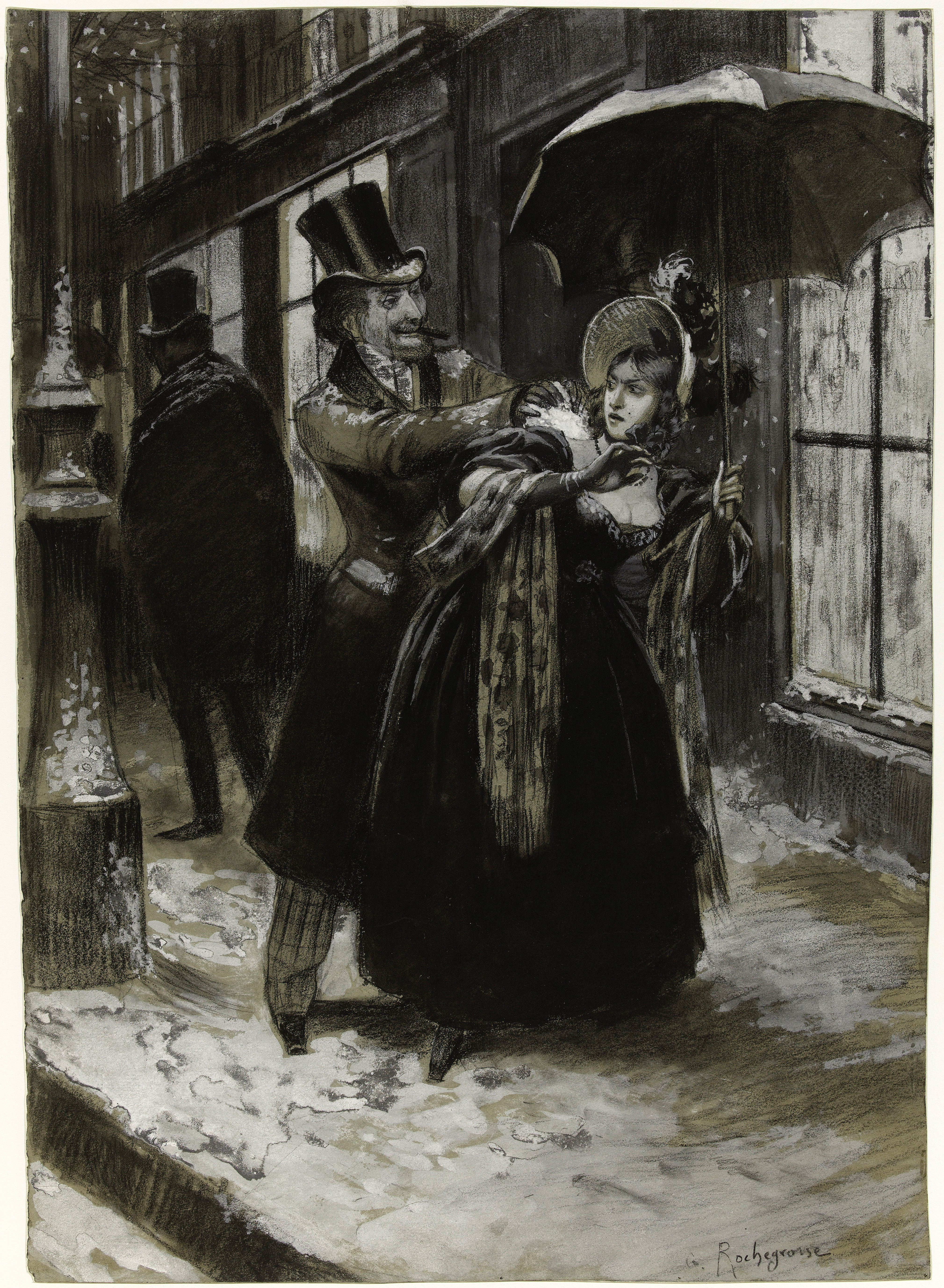
Origine de Fantine, dessin de Georges-Antoine Rochegrosse illustrant le recueil Choses vues de Victor Hugo.
Maison de Victor Hugo, vers 1888.

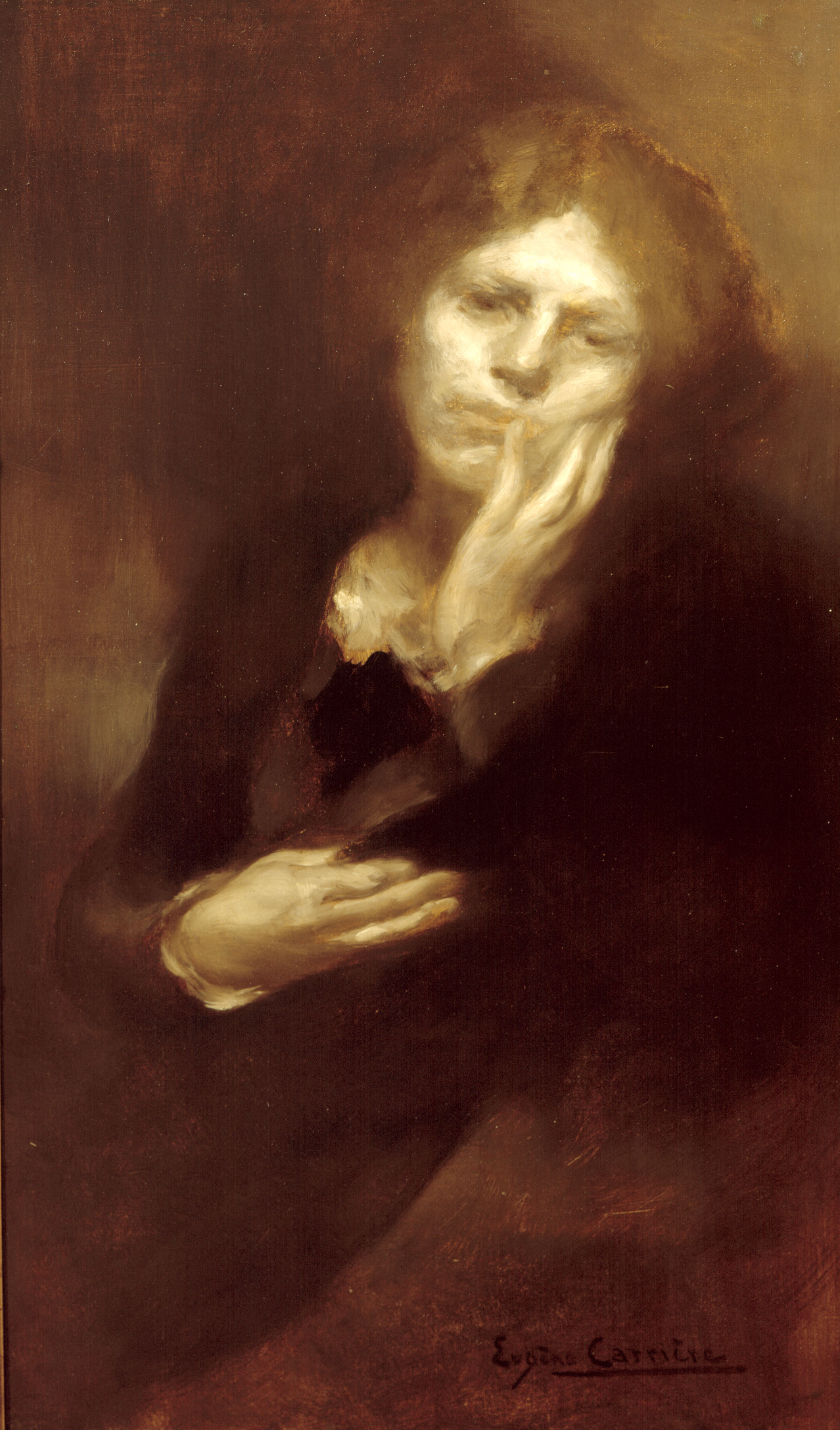
Fantine abandonnée, toile d'Eugène Carrière.
Maison de Victor Hugo, vers 1903.

Dans son recueil posthume Choses vues, Victor Hugo rapporte une anecdote intitulée l'« origine de Fantine », qu'il date du 9 janvier 1841. Sortant d'un dîner parisien chez le couple Girardin, l'auteur témoigne avoir assisté à l'altercation entre un jeune bourgeois et une prostituée conséquemment à une mauvaise plaisanterie du malotru qui appliqua par surprise une poignée de neige dans le dos de la femme. Celle-ci fut emmenée au poste de police par deux sergents de ville et menacée de six mois de prison par le commissaire pour voies de faits sur la place publique. Grâce à sa déposition, Victor Hugo parvint à faire relâcher la malheureuse. L'épisode inspirera les chapitres « Le désœuvrement de M. Bamatabois » et « Solution de quelques questions de police municipale » des Misérables,.

## Au cinéma et à la télévision
Fantine a été notamment incarnée au cinéma et à la télévision par :
- Mary Maurice, 1909, version de James Stuart Blackton
- Gretchen Hartman, 1917, version de Frank Lloyd (Second nom de scène : 'Sonia Markova' pour les trois films réalisés par la Fox)
- Sandra Milowanoff, 1925, version d'Henri Fescourt
- Florelle, 1934, version de Raymond Bernard
- Florence Eldridge, 1935, version de Richard Boleslawski
- Valentina Cortese, 1947, version de Riccardo Freda
- Sylvia Sidney, 1952, version de Lewis Milestone
- Danièle Delorme, 1958, version de Jean-Paul Le Chanois
- Anne-Marie Coffinet, 1972, version TV de Marcel Bluwal
- Angela Pleasence, 1978, version de Glenn Jordan
- Évelyne Bouix, 1982, version de Robert Hossein
- Céline Monsarrat (voix), 1992, version animée de Thibaut Chatel[7]
- Uma Thurman, 1998, version de Bille August
- Charlotte Gainsbourg, 2000, version TV de Josée Dayan
- Anne Hathaway, 2012, version de Tom Hooper
- Lily Collins, 2018,version TV de Tom Shankland

## Sur scène
Fantine a été incarnée sur scène dans la comédie musicale Les Misérables par :
- Rose Laurens, 1980, version de Claude-Michel Schönberg et Alain Boublil (Rose Laurens chante aussi sur l'album de la comédie musicale) ;
- Patti LuPone, 1985, version de Trevor Nunn et John Caird à Londres ;
- Randy Graff, 1987, version de Trevor Nunn et John Caird à Broadway ;
- Louise Pitre, 1991, version de Trevor Nunn et John Caird à Paris ;
- Daphne Rubin-Vega, 2006, reprise de la version de Trevor Nunn et John Caird à Broadway ;
- Claire Pérot, version 2024 de Claude-Michel Schönberg et Alain Boublil.